# Bo Hansen
Bo Jannik Nyby Hansen noto semplicemente come Bo Hansen (Holstebro, 16 giugno 1972) è un ex calciatore danese, di ruolo centrocampista.